# Pravoslaví v Severní Americe

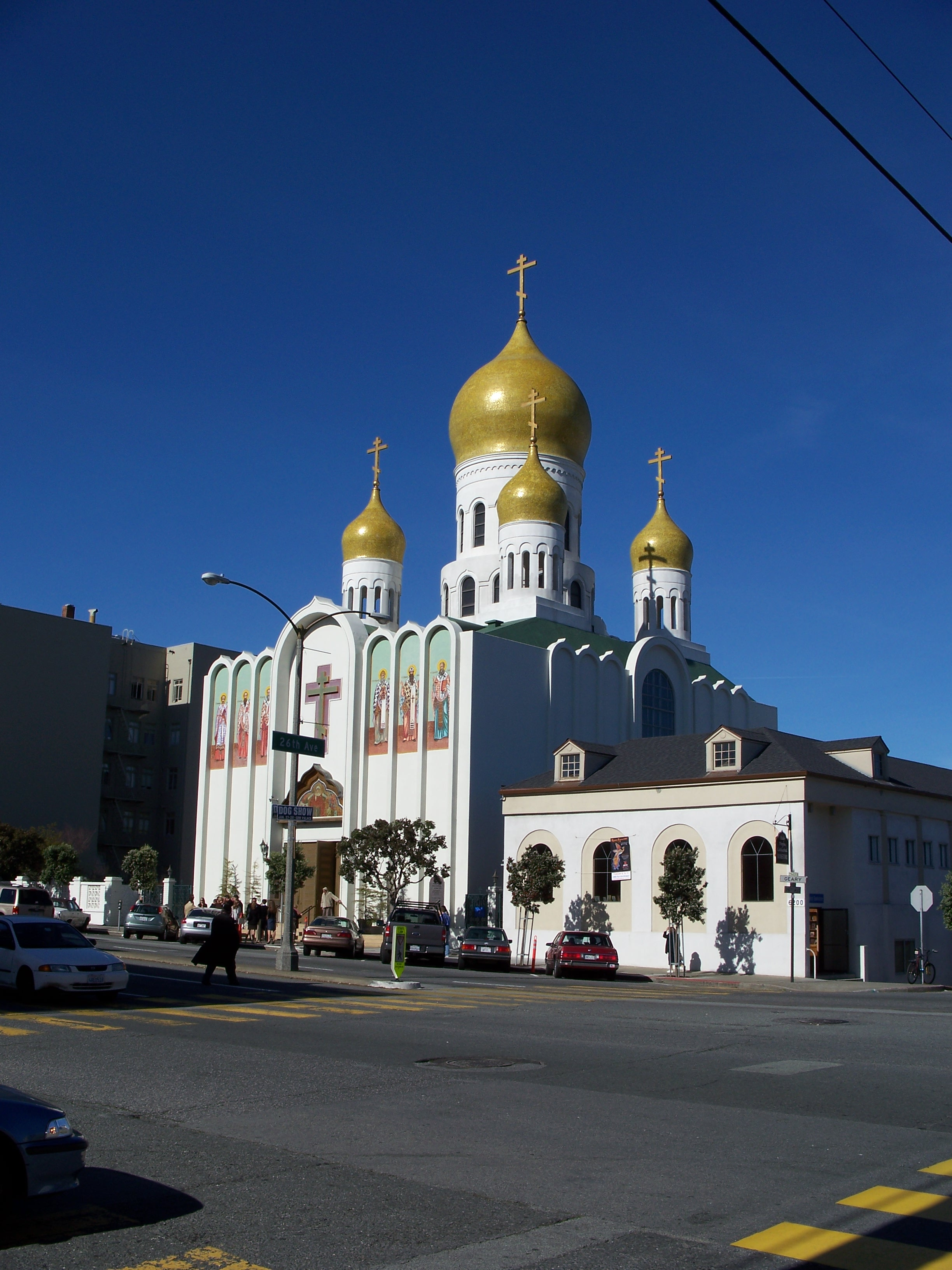
Katedrála Svaté Panny (San Francisco, Kalifornie)

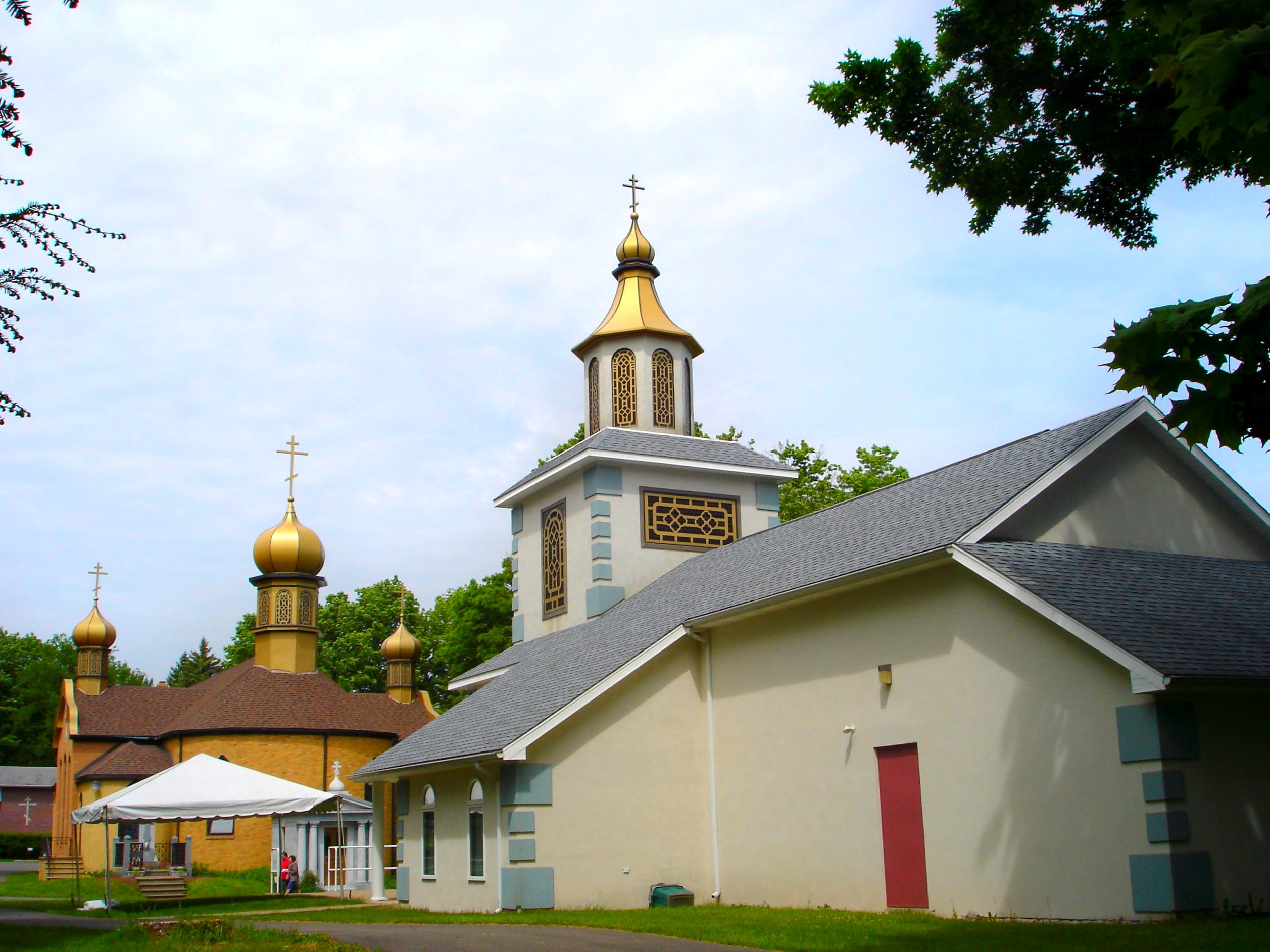
Chrám monastýru svatého Tichona Zadonského (South Canaan, Pensylvánie)

Pravoslaví v Severní Americe představuje věřící, náboženské komunity, instituce a organizace pravoslavného křesťanství v Severní Americe, včetně Spojených států, Kanady, Mexika, Střední Ameriky a Karibiku. Odhady počtu pravoslavných věřícíchv Severní Americe se značně liší v závislosti na metodologii (stejně jako na definici termínu „pravoslavný věřící“) a obecně se pohybují v rozmezí od 3 milionů do 6 milionů.
Naprostá většina pravoslavných křesťanů v Severní Americe je v USA, a má kořeny v zemích se současnými nebo historicky velkými pravoslavnými komunitami, včetně těch s ruskými, tureckými, řeckými, arabskými, ukrajinskými, albánskými, makedonskými, rumunskými, bulharskými a srbskými předky. Rostoucí počet věřících pochází z jiných východoevropských zemí a z menšin obrácených Američanů západoevropského, afrického, latinskoamerického a východoasijského původu. 
Statisticky patří pravoslavní křesťané mezi nejbohatší křesťanské denominace ve Spojených státech a mají tendenci být lépe vzdělaní než většina ostatních náboženských skupin v Americe, s vysokým počtem absolventů (68 %) a postgraduálních titulů (28 %) na hlavu.

## Historie

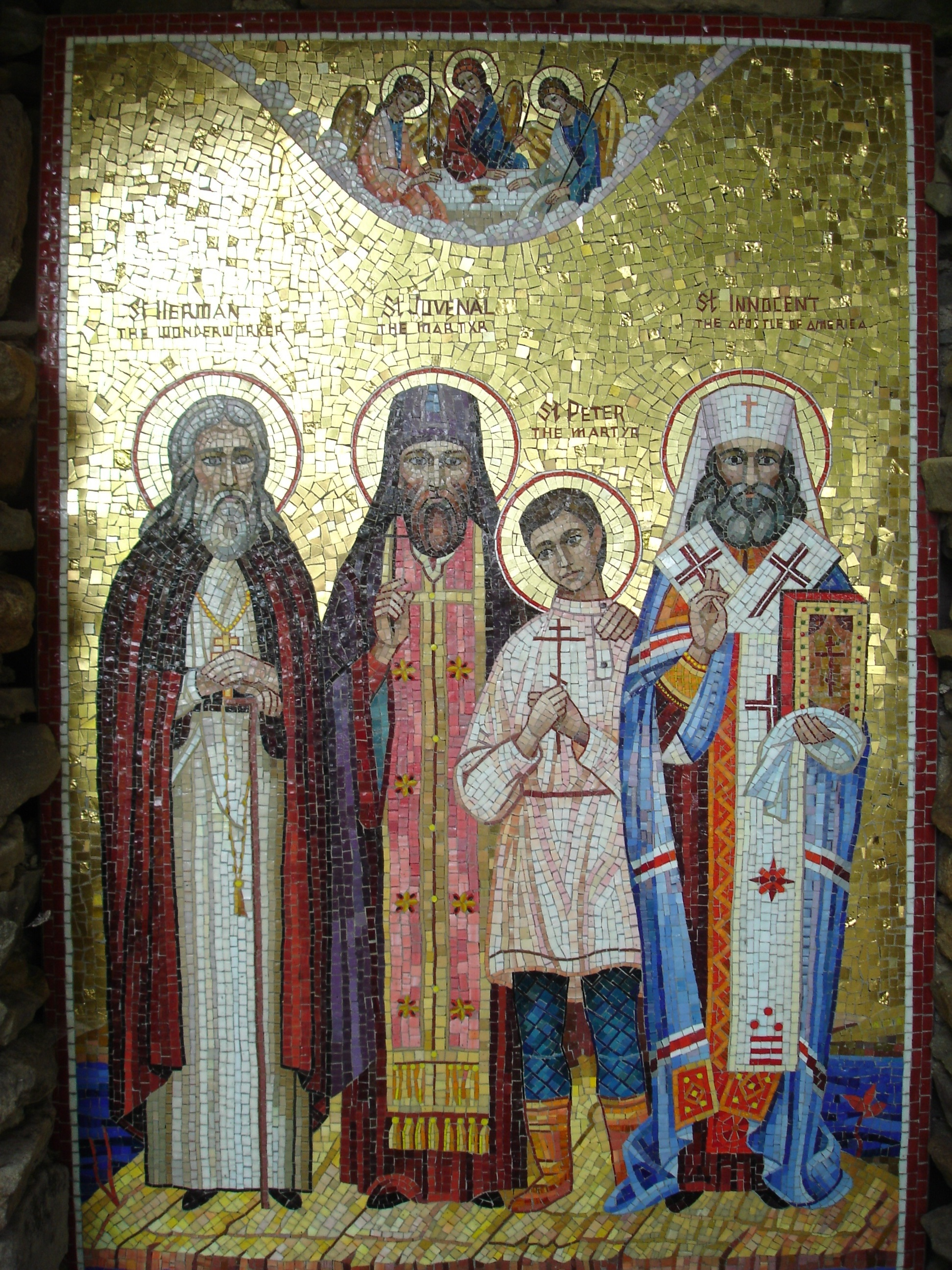
sv. Herman Aljašský, sv. Juvenalij Aljašský, sv. Petr Aleut, sv. Innocenc Aljašský

### 18. století
V 18. století se na Aljašce usadili ruští obchodníci. V roce 1740 se na ruské lodi u aljašského pobřeží slavila božská liturgie. V roce 1794 vyslala ruská pravoslavná církev misionáře – mezi nimi i svatého Hermana Aljašského –, aby na Aljašce založili formální misi. Jejich misionářské úsilí přispělo k obrácení mnoha aljašských domorodců k pravoslavné víře. Vznikla diecéze, jejímž prvním biskupem byl svatý Innocenc z Aljašky.

### 19. a 20. století
Ústředí této severoamerické diecéze ruské pravoslavné církve bylo kolem poloviny 19. století přesunuto z Aljašky do Kalifornie.
V poslední části téhož století byla znovu přesunuta, tentokrát do New Yorku. Tento přesun se shodoval s velkým pohybem východních katolíků do východní pravoslavné církve na východě Spojených států. Toto hnutí, které zvýšilo počty pravoslavných křesťanů v Americe, vyplývalo z konfliktu mezi Johnem Irelandem, politicky aktivním římskokatolickým arcibiskupem Saint Paul (Minnesota)  a Alexisem Tothem (později svatořečeným) vlivným rusínským řeckokatolickým knězem. Arcibiskup Ireland odmítl přijmout pověření otce Totha být farářem (knězem, ustanoveným v určité farnosti). To přimělo otce Totha, aby se připojil k pravoslavné církvi, a dále přivedl ke konverzi několik desítek tisíc dalších uniatských katolíků v Severní Americe k pravoslavné církvi. Z tohoto důvodu je arcibiskup Ireland někdy ironicky připomínáno jako „Otec pravoslavné církve v Americe“. Tito uniati byli přijati do pravoslaví v rámci stávající severoamerické diecéze ruské pravoslavné církve. Ve stejnou dobu se do Ameriky přistěhovalo také velké množství Řeků a dalších ortodoxních křesťanů. V této době byli všichni pravoslavní křesťané v Severní Americe sjednoceni pod omoforem (církevní autorita a ochrana) moskevského patriarchy prostřednictvím severoamerické diecéze ruské církve. 
Jednota nebyla pouze teoretická, ale byla skutečností, protože v té době na kontinentu nebyla žádná jiná diecéze. Pod záštitou této diecéze, kterou na přelomu 19. a 20. století řídil biskup (a budoucí patriarcha) Tichon (později svatořečený), byli sdruženi všichni pravoslavní křesťané různého etnického původu, jak neruští, tak ruští; byla ustavena syroarabská mise v biskupském vedení svatého Rafaela z Brooklynu (později svatořečený), který byl prvním pravoslavným biskupem, který byl vysvěcen na půdě Ameriky.

### 21. století
Ve 21. století vedle sebe působí několik pravoslavných církví v USA a Kanadě. Jedná se o pravoslavnou církev v Americe, dále o antiošský patriarchát, rumunský patriarchát, moskevský patriarchát, srbský patriarchát, gruzínský patriarchát, bulharský patriarchát a makedonskou pravoslavnou církev. Dále v USA působí starostylní pravoslavní (centrum se nachází v Etně, Kalifornie).